# Pakorn Lam
Pakorn Lam (tiếng Thái: ปกรณ์ ลัม), nghệ danh Dome (โดม) (sinh ngày 12 tháng 09 năm 1979) là ca sĩ, diễn viên, người mẫu Thái Lan gốc Đức và Singapore. .

## Tiểu sử
Bắt đầu với vai trò là một người mẫu từ năm lên bón và tham gia các hoạt động quảng cáo cho một hãng tã lót trẻ em. Về sau, cậu bé tiếp tục thực hiện quay quảng cáo cho các loại sữa bột, dầu ăn, nước trái cây. Suốt những năm tiểu học, Pakorn đã là gương mặt ngôi sao nhí quen thuộc với hơn 50 chương trình quảng cáo.
Khi đã trưởng thành, Dome tham gia nhiều lĩnh vực như ca hát, đóng phim, làm người mẫu, người mẫu ảnh cho các tạp chí và cả đóng phim quảng cáo. Năm 1988, đạo diễn Jonkamton Tupkallai mời Dome tham gia diễn trong bộ phim đầu tiên mang tên Ee Joo Koo Poo Pah, khi đó anh mới lên chín tuổi.
Bắt đầu sự nghiệp ca hát năm 15 tuổi, anh được ông Surachai Chetchongtisak từ công ty phát hành đĩa nổi tiếng nhất Thái Lan là RS Promotion nhận đỡ đầu và ký hợp đồng làm ca sĩ cho công RS. Tuy nhiên, phải đến năm 1996, tức là sau 2 năm làm việc với RS, Dome mới có album đầu tay mang tên Dome. Sau đó, anh lần lượt ra các album Dangerous Dome và Dome Reaction năm 1998. Miệt mài với sân khấu ca nhạc, đóng phim và làm người mẫu bên cạnh công việc học hành khiến Dome khá bận rộn.
Năm 21 tuổi, Dome sang Mỹ du học chuyên ngành ghi âm tại Đại học Sound Engineering ở San Francisco. Năm 2001, Dome vì say rượu và đâm chết hai người, nhưng vì biết nhận lỗi sai nên chỉ bị phạt mà không phải ngồi tù. Tuy nhiên, anh lại bị RS chấm dứt hợp đồng. Hơn ba năm tu nghiệp ở Mỹ, Dome trở về Thái và thành lập nhóm nhạc Nologo gồm 4 thành viên, gồm Dome là hát chính kiêm trưởng nhóm, Ying chơi Guitar, Kaz chơi Bass và Yai – Battery, chuyên các thể loại mix, post punk, nhạc điện tử và pop rock. Nhóm nhạc ký hợp đồng với công ty quản lý GGM Grammy và phát hành nhiều album cũng như biểu diễn trên khắp đất Thái. Tên tuổi của Dome nói riêng và nhóm Nologo nói chung đến thời điểm hiện tại vẫn là ban nhạc tên tuổi ở xứ Chùa Vàng.
Những bộ phim đáng ghi nhớ của Dome có thể nói đến bộ phim truyền hình đầu tiên trong sự nghiệp diễn xuất của Dome là Tình yêu bất diệt, một bộ phim về chủ đề ma cà rồng lần đầu xuất hiện ở Thái Lan vào năm 2010. Bộ phim này Dome đóng chung với bạn gái cũ Chermarrn Boonyasak, mối tình 5 năm và cũng đầy nước mắt đối với nữ diễn viên xinh đẹp.
Ngoài ra, năm 2011, Dome cũng khiến bao trái tim tan chảy khi sánh vai cùng ma nữ Thái Mai Davika của Tình người duyên ma trong bộ phim tình cảm lãng mạn Tawan Tor Saeng. Cảnh của Dome và Mai được tô đậm bởi những hình ảnh hết sức lãng mạn, ngọt ngào của cặp đôi đẹp như tranh vẽ và trở thành cơn sốt của điện ảnh Thái năm 2011.

## Sự nghiệp ca sĩ

### Solo Albums:
- Dome 1996
- The Next (November 1997)
- Dangerous Dome 1998
- Dome Reaction
- Dome Question 1999
- Mission 4 Project (2000)
- Dome Naked 2001
- Dome Expose 2001
- The X-Venture
- How to be a Rock Star? (ngày 10 tháng 5 năm 2005)

### Nologo Band Albums:
- How To Be The Rock Star?
- Mosaic
- Gravity

### Soundtracks:
- "Glua" Original Soundtrack 4Bia
- "Khon Tee Ka Chan" Original Soundtrack Phobia 2
- "Ruk Tur Dtalaut Gahn" Soundtrack Ruk Mai Mee Wun Tay (CH3)
- "Saeng Dao Kaung Hua Jai" Soundtrack Tawan Tor Saeng (CH7)
- "Ying Gliet Ying Ruk" Soundtrack Sanaeha Sunya Kaen (CH3)
- "Kong Bpen Wun Tee Chun Ruk Tur" Soundtrack Sanaeha Sunya Kaen (CH3) ft. Lydia Sarunrat
- "Saban" Soundtrack Sai Lub Rak Puan (CH3)
- "Hua Jai Nai Sai Lom" Soundtrack Buang Ruk Satan (CH3)

## Phim đã đóng

### Phim điện ảnh
- E Joo Koo Poo Pa (1988)
- Anueng Kid Tueng Por Sangkhep (1996) vai Sai Thong
- Bộ tứ siêu đẳng 2: Sứ giả bạc (2007) - lồng tiếng Johnny Storm / Human Torch
- Seven Something (2012) - khách mời
- Jan Dara: The Finale (2013) - Dr.Thiwa

### Phim truyền hình
| Năm  | Phim                                                 | Vai                                                                                              | Đóng với                                       | Đài    |
| ---- | ---------------------------------------------------- | ------------------------------------------------------------------------------------------------ | ---------------------------------------------- | ------ |
| 2011 | Ruk Mai Mee Wun Tay Tình yêu bất diệt                | Traipoom                                                                                         | Chermarn Boonyasak                             | CH3    |
| 2012 | Tawan Tor Saeng Hoàng hôn rực rỡ                     | Pakaphong Thaleingot "Pak"                                                                       | Davika Hoorne                                  | CH7    |
| 2014 | Sanaeha Sunya Kaen Ký ức tình thù                    | Nahkin "Kin"                                                                                     | Janie Tienphosuwan                             | CH3    |
| 2017 | Sri Ayodhaya                                         | Krom Phra Boraworn Bowanathanamongkol / Chao Thammathibet Chaiyachet Suriyawong / Chao Fa Shrimp |                                                | True4u |
| 2018 | Buang Ruk Satan Bẫy tình quỷ dữ                      | Hemarat Phatthanakitanan "Hem"                                                                   | Rasri Balenciaga                               | CH3    |
| 2019 | Sri Ayodhaya 2                                       | Kromavarat Bowon Sathanamongkol / Chao Thammathibesh Chaiyachet Suriyawong / Chao Fa Kung        |                                                | True4u |
| 2021 | Club Friday The Series 12: Reuang Sao Kaung Kon Soht | Kachain                                                                                          | Namthip Jongrachatawiboon & Preeyada Sittachai | OneHD  |
|      | Nam Peung Kom Mật đắng                               | Purim                                                                                            | Preeyakarn Jaikanta                            | CH3    |
|      | Tai Ngao Tawan                                       | Kan                                                                                              |                                                | CH3    |

### Sân khấu
- Thawiphob The Musical (2011) - Luang Thep / Luang Akarathep Varakorn

## Quảng cáo
- Clorets 1 & Clorets 2
- Twisties snack
- IVY Juice
- Loreal Oil Control
- Loreal Menexpert White active
- Loreal Menexpert White active
- Loreal Cleansing Foam
- Loreal Hair Gel, Cloret
- Isuzu (Dmax Gold series)
- Isuzu Rodeo
- Sony Ericsson W705
- Testo Potato Chips
- Panasonic lumix
- Honda Airblade
- Thai Commercial Bank
- Adda Jeans
- Yomost Yogurt
- Hacks Candy